# 阿维耶诺
阿维耶诺（法語：Aviernoz，法語發音：[avjɛʁno]）是法国上萨瓦省的一个旧市镇，位于该省中部，属于阿讷西区。2017年1月1日，阿维耶诺与临近的4个市镇合并为新市镇菲利耶尔（Fillière）。

## 地名
该地名“Aviernoz”发音为[avjɛʁno]，字母“z”不发音，《世界地名译名词典》将其误译作“阿维耶诺兹”。

## 地理
阿维耶诺（45°58'41"N, 6°13'23"E）面积15.9 平方千米，位于法国奥弗涅-罗讷-阿尔卑斯大区上萨瓦省，该省份为法国东部省份，历史上为薩伏依的一部分，北与瑞士接壤，西接安省，南至萨瓦省，东与瑞士和意大利接壤。
与阿维耶诺接壤的市镇（或旧市镇、城区）包括：丹日圣克莱尔、莱索利耶尔、托朗格利耶尔、维拉兹。
阿维耶诺的时区为UTC+01:00、UTC+02:00（夏令时）。

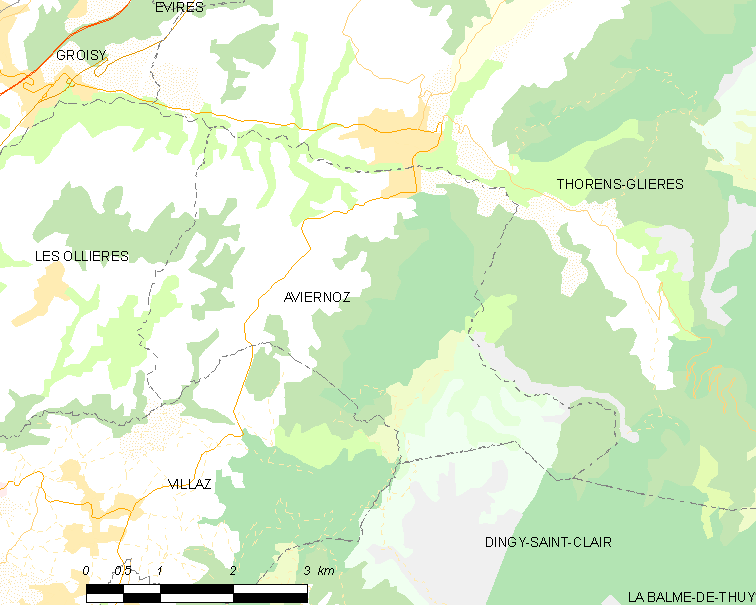
阿维耶诺的OSM定位图

## 行政
阿维耶诺的邮政编码为74570，INSEE市镇编码为74022。

## 政治
阿维耶诺所属的省级选区为阿讷西第三县。

## 人口

1962-2008年间阿维耶诺人口变化图示

阿维耶诺于2018年1月1日时的人口数量为878人。